# 천리교
천리교(天理敎, 중국어: 天理教, 병음: tiānlǐjiào)는 19세기 중국 청나라의 종교 비밀결사이다. 백련교도의 난(1796년-1804년)이 진압된 뒤 그 잔당에 의해 결성되었다.